# Jonathan Downs
Jonathan Downs (* 3. September 1995) ist ein US-amerikanischer Volleyballspieler.

## Karriere
Downs studierte von 2016 bis 2020 an der Utah Valley University und dann noch ein Jahr an der University of Utah. Anschließend ging er nach Frankreich, wo er jeweils eine Saison bei PAC Volley und AS Satrouville Volley-ball spielte. Danach war er je eine Saison bei den Drittligisten Asnières Volley 92 und AL Caudry Volley-ball aktiv. 2025 wurde der Außenangreifer vom deutschen Bundesligisten Baden Volleys SSC Karlsruhe verpflichtet.